# Claudio Corvalán
Gastón Claudio Corvalán (Santa Isabel, Provincia de Santa Fe, Argentina; 23 de marzo de 1989) es un futbolista argentino. Juega como lateral por izquierda, aunque también puede desempeñarse como marcador central, y su primer equipo fue Quilmes. Actualmente milita en Unión de Santa Fe de la Liga Profesional.

## Trayectoria
Empezó a jugar al fútbol en Río Encantado. Además, jugó en el FIBA, pasó por el CEDI y por Deportivo Domínico, para luego llegar a las divisiones inferiores de Quilmes con edad de séptima división. Subió a reserva en 2006, alternado prácticas con la primera, que en ese entonces era dirigida por Chiche Sosa.
Su debut se dio contra Independiente Rivadavia en cancha de Quilmes, terminando en un empate 2 a 2. El debut en la red fue contra Olimpo en una victoria por 3 a 1 en Bahía Blanca. En la temporada 2009-10 participó del plantel que logró el ascenso a Primera División, siendo el lateral izquierdo titular con Jorge Ghiso como entrenador.
En la temporada 2010/11 no jugó hasta la llegada de Leonardo Madelón. Luego el Cervecero descendió a la Primera B Nacional, en la que disputó la temporada 2011-12. A pesar de tener ofertas de varios clubes de Primera, Corvalán decidió quedarse en el club para retornar a la máxima categoría. Efectivamente, en esa temporada Quilmes logró el ascenso directo tras finalizar el torneo en segundo puesto.
En la temporada 2012-13 pasó a jugar en Racing, tras comprar el 50% del pase del jugador por una cifra cercana a los 600 mil dólares.
En el invierno de 2014 pasó a jugar en Newell's Old Boys, por un préstamo sin cargo.
En julio de 2015 pasó a ser jugador de Arsenal de Sarandí.

## Estadísticas
- Actualizado al 15 de agosto de 2025

| Club                | Div.                | Temporada           | Liga  | Liga  | Copa nacional | Copa nacional | Copa internacional | Copa internacional | Total | Total |
| Club                | Div.                | Temporada           | Part. | Goles | Part.         | Goles         | Part.              | Goles              | Part. | Goles |
| ------------------- | ------------------- | ------------------- | ----- | ----- | ------------- | ------------- | ------------------ | ------------------ | ----- | ----- |
| Quilmes Argentina   | 2.ª                 | 2008/09             | 5     | 1     | —             | —             | —                  | —                  | 5     | 1     |
| Quilmes Argentina   | 2.ª                 | 2009/10             | 34    | 1     | —             | —             | —                  | —                  | 34    | 1     |
| Quilmes Argentina   | 1.ª                 | 2010/11             | 14    | 0     | —             | —             | —                  | —                  | 14    | 0     |
| Quilmes Argentina   | 2.ª                 | 2011/12             | 33    | 3     | —             | —             | —                  | —                  | 33    | 3     |
| Quilmes Argentina   | Total               | Total               | 86    | 5     | 0             | 0             | 0                  | -                  | 86    | 5     |
| Racing Argentina    | 1.ª                 | 2012/13             | 30    | 0     | 2             | 0             | 2                  | 0                  | 34    | 0     |
| Racing Argentina    | 1.ª                 | 2013/14             | 21    | 0     | —             | —             | 2                  | 0                  | 23    | 0     |
| Racing Argentina    | Total               | Total               | 51    | 0     | 2             | 0             | 4                  | 0                  | 57    | 0     |
| Newell's Argentina  | 1.ª                 | 2014                | 10    | 0     | —             | —             | —                  | —                  | 10    | 0     |
| Newell's Argentina  | 1.ª                 | 2015                | —     | —     | —             | —             | —                  | —                  | 0     | 0     |
| Newell's Argentina  | Total               | Total               | 10    | 0     | 0             | 0             | 0                  | -                  | 10    | 0     |
| Arsenal Argentina   | 1.ª                 | 2015                | 4     | 0     | —             | —             | 1                  | 0                  | 5     | 0     |
| Arsenal Argentina   | 1.ª                 | 2016                | 16    | 0     | 1             | 0             | -                  | -                  | 17    | 0     |
| Arsenal Argentina   | 1.ª                 | 2016/17             | 27    | 1     | 2             | 1             | 2                  | 1                  | 31    | 3     |
| Arsenal Argentina   | 1.ª                 | 2017/18             | 24    | 1     | 1             | 0             | 2                  | 0                  | 27    | 1     |
| Arsenal Argentina   | Total               | Total               | 71    | 2     | 4             | 1             | 5                  | 1                  | 80    | 4     |
| Unión Argentina     | 1.ª                 | 2018/19             | 13    | 0     | 4             | 0             | 1                  | 0                  | 18    | 0     |
| Unión Argentina     | 1.ª                 | 2019/20             | 19    | 0     | —             | —             | 2                  | 0                  | 21    | 0     |
| Unión Argentina     | 1.ª                 | 2020                | —     | —     | 10            | 0             | 4                  | 0                  | 14    | 0     |
| Unión Argentina     | 1.ª                 | 2021                | 24    | 1     | 8             | 0             | —                  | —                  | 32    | 1     |
| Unión Argentina     | 1.ª                 | 2022                | 16    | 1     | 15            | 0             | 7                  | 0                  | 38    | 1     |
| Unión Argentina     | 1.ª                 | 2023                | 25    | 0     | 15            | 0             | —                  | —                  | 40    | 0     |
| Unión Argentina     | 1.ª                 | 2024                | 23    | 0     | 14            | 1             | —                  | —                  | 37    | 1     |
| Unión Argentina     | 1.ª                 | 2025                | 13    | 0     | 0             | 0             | 5                  | 0                  | 18    | 0     |
| Unión Argentina     | Total               | Total               | 133   | 2     | 66            | 1             | 19                 | 0                  | 218   | 3     |
| Total en su carrera | Total en su carrera | Total en su carrera | 351   | 9     | 72            | 2             | 28                 | 1                  | 451   | 12    |

## Palmarés
| Título                     | Club    | País      | Año  |
| -------------------------- | ------- | --------- | ---- |
| Ascenso a Primera División | Quilmes | Argentina | 2010 |
| Ascenso a Primera División | Quilmes | Argentina | 2012 |